# الجبهة الشعبية لتحرير الخليج العربي المحتل
الجبهة الشعبية لتحرير الخليج العربي المحتل لاحقا تم تغيير اسمه إلى الجبهة الشعبية لتحرير عمان والخليج العربي منظمة ثورية قومية عربية ماركسية في الدول العربية في الخليج العربي. نظمت الجبهة في عام 1968 خلفا لجبهة تحرير ظفار. أقامت علاقات وثيقة مع حكومة جمهورية اليمن الديمقراطية الشعبية حيث افتتحت الجبهة مكتبا هناك. بدعم من اليمن فقد تمكن مقاتلو ظفار من السيطرة على أجزاء كبيرة من غرب ظفار. اعتبارا من أغسطس 1969 استولت الجبهة على ولاية رخيوت.
في عام 1974 تم تقسيم الجبهة إلى جبهتين منفصلتين: الجبهة الشعبية لتحرير عمان والجبهة الشعبية لتحرير البحرين حيث كانت أنشطة الجبهة الشعبية لتحرير عمان والخليج العربي في ذروتها في ثورة ظفار في عمان.